# 羅莎庫塔滑雪度假村
羅莎庫塔滑雪度假村（俄语：Роза Хутор）是一個位在俄羅斯西南部的西高加索的高山滑雪勝地，鄰近卡拉斯拉雅波利亞納。2003年至2011年興建，它將舉辦2014年冬奧和冬季帕運的高山滑雪賽事。

## 外部連結
- 官方网站 - （俄文）